# Нюхольм, Ранхильд
Ранхильд Элизабет Нюхольм (швед. Ragnhild Elisabet Nyholm), актёрский псевдоним — Лизалотта Валеска (англ. Lizalotta Valesca; 7 октября 1902, Великое княжество Финляндское — 9 октября 1994, Нью-Йорк, Нью-Йорк) — финская фотомодель шведского происхождения, первая победительница национального конкурса «Мисс Финляндия — 1931». Эмигрировала в США, где стала известной как актриса

 под псевдонимом Лизалотта Валеска.

## Биография
Родилась 7 октября 1902 года в Великом княжестве Финляндском в шведоязычной семье. В 1931 году (в некоторых источниках — в 1930 году) Нюхольм стала первой в истории страны «Мисс Финляндия».
В молодом возрасте эмигрировала в Соединённые Штаты Америки, где вышла замуж и родила двоих детей. Выступала в качестве модели и актрисы под псевдонимом Лизалотта Валеска, снималась в фильмах и сериалах, написала книгу More Than Beauty («Больше, чем красота»).
Скончалась 9 октября 1994 года в Нью-Йорке на 93-м году жизни.

## Фильмография
- 1955 — Этот остров Земля (Dr. Marie Pitchener)
- 1974 — The Dick Cavett Show (сериал)